# Рослер, Марта
Марта Рослер (англ. Martha Rosler; род. 29 июля 1943) — американская художница, арт-феминистка, а также автор книг и статей об искусстве и культуре. Среди её работ есть фотографии, скульптуры, видео, фото-тексты, инсталляции и перформансы. Центральная тема произведений Рослер — повседневная жизнь и общество.

## Ранние годы и образование
Марта родилась в Бруклине в 1943 году. Там же она окончила школу и Бруклинский колледж. С 1968 по 1980 Рослер жила в штате Калифорния, сначала в Сан-Диего, где училась в Калифорнийском университете, а затем в Сан-Франциско. Она также жила и училась в Канаде. С 1981 года живёт в городе Нью-Йорке.

## Карьера
Рослер работает с фотографией, фото-текстом, видео, скульптурой и инсталляциями, а также устраивает перформансы. Она читала лекции на тему фотографии и видео в искусстве и их истории, а также критических исследований в Ратгерском университете, где тридцать лет была профессором. Она также преподавала в университете Франкфурта в Германии, а также работала «приходящим профессором» в Калифорнийском университете Сан-Диего и других местах.
Рослер была консультантом в сфере образования в музее американского искусства Уитни, Нью-Йоркском музее современного искусства и центре городской педагогики (в Нью-Йорке). Она является членом совета центра искусства и политики в университете Новая школа и членом консультационного совета в центре городской педагогики. Марта также состояла в совете директоров нескольких организаций, в том числе Ассоциации независимого видео и кино. С 1980-х она стала постоянным лектором в независимой образовательной программе Уитни в Нью-Йорке.
У Рослер было много персональных выставок, а ретроспектива её работ была показана в пяти европейских городах, а также двух музеях Нью-Йорка в период с 1998 по 2000 год.
Помимо своего творчества, Рослер известна публицистическими работами и книгами. Её эссе и статьи широко публиковались в каталогах и журналах, таких как Artforum, Afterimage, Quaderns и Grey Room, а также в Women Artists at the Millennium. Она издала 16 книг с своими творческими работами и критическими эссе об искусстве, фотографии и вопросах культуры, некоторый из которых были переведены на другие языки.

## Работы

### Semiotics of the Kitchen
Semiotics of the Kitchen или «Семиотика кухни» (1974—1975 года) — новаторская работа в феминистском видео-арте в которой пародируются ранние телевизионные шоу о готовке. В «Семиотике» Рослер в течение шести минут демонстрирует разные кухонные приспособления в алфавитном порядке, называя их и жестами показывая их возможное применение. Вскоре жесты становятся нетипичными, тревожными и даже агрессивными, а к концу художница начинает использовать своё тело, создавая буквы и знаки. Целью Рослер было через чёрный юмор обратить внимание общества к социальным ожиданиям в отношении современной женщины и, в более широком смысле, роль языка в определении этих ожиданий. Проблема, к которой обращается это видео заключается в вопросе, может ли женщина «говорить за себя». Сама Рослер комментировала своё видео такой фразой: «когда женщина говорит, она называет своё собственное угнетение»

### Видео
Другие видеоработы Рослер включают: Vital Statistics of a Citizen, Simply Obtained (1977), Losing: A Conversation with the Parents (1977), Domination and the Everyday (1980), Martha Rosler Reads Vogue (1982) и Born to Be Sold: Martha Rosler Reads the Strange Case of Baby $/M (1988). Некоторые из них были сделаны совместно с независимой некоммерческой организацией Paper Tiger Television. Многие из видеоработ Марты обращаются к теме геополитики и власти (Secrets From the Street: No Disclosure (1980); A Simple Case for Torture, or How to Sleep at Night (1983); If It’s Too Bad to be True, It Could Be DISINFORMATION (1985)).
Свои видео Рослер строит на основе перформанса и символических образов из средств массовой информации, в итоге разрушая ожидания зрителя. Сама Марта говорит: «видео позволяет мне создавать, используя множество вымышленных нарративных форм, своеобразные „приманки“, взятые из диалекта коммерческого телевидения».

### Фотография и фотомонтаж
Фоторабота Рослер под названием The Bowery in two inadequate descriptive systems («Бауэри в двух неполноценных описательных системах», 1974/75) считается признаком зарождающихся концептуализма и постмодернизма в художественной фотографии. The Bowery состоит из 45 пар черно-белых распечатанных фотография — в каждой паре на одной из фотографий запечатлена витрина одного из магазинов города Бауэри, на другой на белом фоне слова, по большей части метафорически описывающие пьяных людей и соответствующее поведение. Работа представлена в анти-экспрессионистской манере и представляет собой ограниченную как визуальную, так и языковую систему, призванную описать человеческий опыт и социальные проблемы.
Одни из самых известных фоторабот Рослер собраны в коллекции под названием House Beautiful: Bringing the War Home («Домашняя красота: принеси войну домой», примерно 1967-72 годы). Это серия фотографий с использованием фотомонтажа, в которой представлены сцены в которых в основном совмещены интерьеры домов людей среднего класса и фотографии войны во Вьетнаме. В основном эти работы были распространены в качестве листовок на антивоенных маршах, а также иногда попадали в некоторые андеграундные газеты. Фотографии интерьеров, как и фото с войны Рослер брала из выпусков журнала Life и прочих похожих популярных журналов. В своей работе она стремилась совместить образы двух совершенно разных миров, показывая связь между военной и домашней индустриями.
В 2005 и 2008 годах Марта пересмотрела эту свою работу и выпустила новые фотографии, посвященные войнам в Иране и Афганистане, под названием House Beautiful: Bringing the War Home, New Series. Чувствуя, что её старая работа была принята и эстетизирована, в своих новых работа Рослер стремилась произвести более шокирующий эффект на зрителя.
Также широко известны её работы под названием Body Beautiful, or Beauty Knows No Pain («Телесная красота, или тело не знает боли», примерно 1965-72 годы) — темой которых стало фотографическая репрезентация женщины и домашней обстановки.

## Личная жизнь
Сын Марты, Джош Ньюфелд, является автором графических романов. У них есть несколько совместных работ.

## Видеография
- A Budding Gourmet 1974
- Semiotics of the Kitchen 1975
- Losing: A Conversation with the Parents 1977
- The East Is Red, The West Is Bending 1977
- From the PTA, the High School and the City of Del Mar 1977
- Vital Statistics of a Citizen, Simply Obtained 1977
- Travelling Garage Sale 1977
- Domination and the Everyday 1978
- Secrets From the Street: No Disclosure 1980
- Optimism/Pessimism: Constructing a Life 1981
- Watchwords of the Eighties 1981-82
- Martha Rosler Reads Vogue 1982
- A Simple Case for Torture, or How to Sleep at Night 1983
- Fascination with the (Game of the) Exploding (Historical) Hollow Leg 1983
- If it’s too bad to be true, it could be DISINFORMATION 1985
- Global Taste: A Meal in Three Courses 1985
- Born to be Sold: Martha Rosler Reads the Strange Case of Baby $/M 1988
- In the Place of the Public: Airport Series 1990
- Greenpoint: The Garden Spot of the World 1993
- How Do We Know What Home Looks Like? 1993
- Seattle: Hidden Histories 1991-95
- Chile on the Road to NAFTA 1997
- Prototype (God Bless America) 2006
- Semiotics of the Kitchen: An Audition 2011
- Because This Is Britain, 2014
- Museums Will Eat Your Lunch, 2014